# Acraea nyongana
Acraea nyongana är en fjärilsart som beskrevs av Embrik Strand 1914. Acraea nyongana ingår i släktet Acraea och familjen praktfjärilar. Inga underarter finns listade i Catalogue of Life.